# Liste der Personenkulte
In dieser Liste werden, geordnet nach den Ländern, Personenkulte aufgeführt, die die drei unten genannten Kriterien erfüllen, wie sie von dem Historiker Reinhard Löhmann aufgestellt wurden.

## Kriterien
- Überhöhung einer Einzelperson, die Verhältnisse werden durch die Glorifizierung einer Persönlichkeit personalisiert, d. h. der Aufbau eines Systems wird nicht als das Verdienst einer Epoche, sondern einer Person dargestellt
- Monumentalisierung des politischen Führers, der als Genie angeblich Leistungen erbringt, zu denen kein anderer fähig ist
- Mythisierung des Führers als allwissend, unsterblich und allgegenwärtig, was sich im öffentlichen Raum in Statuen, Monumenten, Porträts, Straßennamen usw. zeigt.[1]

## Personenkulte zu Lebzeiten
|  | Person                                  | Land                                                          | Ideologie                                                                                       | Beschreibung | Zeitraum             |
|  | --------------------------------------- | ------------------------------------------------------------- | ----------------------------------------------------------------------------------------------- | --- | -------------------- |
|  | Ahmet Zogu (König Zogu I.)              | Republik Albanien Königreich Albanien                         | albanischer Nationalismus                                                                       | Nachdem sich Zogu 1928 zum König hatte ausrufen lassen, führte er den Personenkult in Albanien ein, bei dem er sich als Nachfolger Alexanders des Großen oder Skanderbegs inszenieren ließ. So hieß es unter anderem: „Lang noch lebe Ahmet Zogu, der Erretter unseres Vaterlands und auf ewig mag man denken an den Enkel Skanderbegs.“ | 1925–1939            |
|  | Engelbert Dollfuß                       | Bundesstaat Österreich                                        | Austrofaschismus                                                                                | Als Begründer des austrofaschistischen Ständestaats gefeiert und mit Plakaten, Gemälden und anderen Andenken gewürdigt. Siehe: Erinnerungsstätten und Personenkult | 1934–1938            |
|  | Enver Hoxha                             | Sozialistische Volksrepublik Albanien                         | Marxismus-Leninismus/Stalinismus Maoismus Hoxhaismus „Albanischer Sozialismus“ (Neostalinismus) | Hoxha-Kult | 1943–1990            |
|  | Gamal Abdel Nasser                      | Arabische Republik Ägypten                                    | Nasserismus                                                                                     | Nasser wurde als nationale Ikone Ägyptens und im arabischen Ausland von seinen Anhängern als „Saladin“ des Panarabismus hochstilisiert. | 1952–1970            |
|  | Husni Mubarak                           | Arabische Republik Ägypten                                    | arabischer Nationalismus                                                                        | Der Personenkult um Mubarak wurde vor allem von den Eliten des Landes getragen, durch die Zurschaustellung ihre Präsidentennähe versprachen sie sich Privilegien und den Zugang zu staatlichen Ressourcen. In den 2000er Jahren rückte allerdings vermehrt die Familie Mubaraks ins Zentrum der öffentlichen Wahrnehmung, Schulen, Krankenhäuser, Stiftungen und soziale Einrichtungen wurden beispielsweise nach seiner Frau Suzanne Mubarak benannt. | 1981–2011            |
|  | Francisco Macías Nguema                 | Republik Äquatorialguinea                                     | Äquatorialguineischer Nationalbolschewismus                                                     | Macías gab sich selbst den Titel „Großmeister der Volksbildung, Wissenschaft und traditionellen Kultur“ und benannte die Insel Bioko in Masie Ngueme Biyogo Insel (nach sich selbst) um. Der Personenkult um das „einzige Wunder von Äquatorialguinea“ (so die amtliche Anrede) galt selbst im Führer-fixierten Afrika als unübertroffen. Die einzige Bibliothek des Landes verlieh nur Literatur von und über Macías. In den Schulen und Kirchen hingen, leicht nach oben versetzt, Macias-Bilder neben den Kruzifixen. Es wurde auch ein nationales Glaubensbekenntnis geschaffen, dort hieß es „Gott schuf Äquatorialguinea nach dem Willen von Papa Macias.“ | 1968–1979            |
|  | Teodoro Obiang Nguema Mbasogo           | Republik Äquatorialguinea                                     | keine                                                                                           | Auch um den Nachfolger Macías, Obiang wird ein extremer Personenkult betrieben, so wird er in der staatlichen Radioanstalt als der „Gott des Landes mit aller Macht über Dinge und Menschen“ bezeichnet und „er stehe im permanenten Kontakt mit dem Allmächtigen“ und „könne entscheiden, wenn er töten will ohne Rechenschaft ablegen zu müssen oder in die Hölle zu kommen“. Er verlieh sich auch den Titel „Herr über die große Insel Bioko, Annobón und Río Muni“. | seit 1979            |
|  | Juan Perón Evita Perón                  | Argentinische Republik                                        | Peronismus                                                                                      | Im Zuge des Peronismus wurde um das Präsidentenehepaar Perón ein Kult erzeugt, so wurden beispielsweise Schulen nach den beiden benannt und sogar in Schulbüchern immer das Ehepaar abgebildet. Nach seiner Wahl baute er um sich und seine Frau einen Personenkult auf, der so allgegenwärtig ist, dass er immer noch Teil des aktuellen politischen Lebens Argentiniens ist. Noch heute lebt der „Mythos Evita“ weiter in Argentinien. | seit 1946            |
|  | Heydər Əliyev                           | Republik Aserbaidschan                                        | türkisch-aserbaidschanischer Nationalismus                                                      | Əliyev-Kult | 1993–2003            |
|  | Chiang Kai-shek                         | Republik China Republik China auf Taiwan                      | chinesischer Nationalismus                                                                      | In der Republik China wurde um den Nachfolger Sun Yat-sens Chiang Kai-shek eine Personenkult betrieben, der sich dann nach dem Sieg der Kommunisten auf Taiwan fortsetze, so brachte man das Porträt Chiangs am Tian’anmen-Platz an und später auf Taiwan wurde er in Büchern, Druckwerken und Lieder glorifiziert, sowie Statuen von ihm aufgestellt. | 1925–1975            |
|  | Mao Zedong                              | Volksrepublik China                                           | Maoismus                                                                                        | Mao-Kult | 1949–1976            |
|  | Walter Ulbricht                         | Deutsche Demokratische Republik                               | Stalinismus Marxismus-Leninismus                                                                | Ulbricht-Kult | 1949–1971            |
|  | Rafael Leónidas Trujillo Molina         | Dominikanische Republik                                       | keine                                                                                           | Er verlieh sich selbst die Titel „Wohltäter des Vaterlandes“ und „Vater des Neuen Vaterlandes“. Die Hauptstadt Santo Domingo ließ er nach sich selbst in Ciudad Trujillo (Stadt des Trujillo) umbenennen. | 1930–1961            |
|  | Philippe Pétain                         | Vichy-Frankreich                                              | Klerikalfaschismus                                                                              | Der Personenkult um Pétain zeigt sich, dass sogar die Staatssymbole Vichy-Frankreichs ihm angepasst wurden, so wurde die Francisque geschaffen, bestehend aus dem Marschallstab Pétains und zwei Liktoren-Beilen, das Lied «Maréchal, nous voilà» wurde als inoffizielle Nationalhymne nach der Marseillaise gespielt. Weiters wurde beispielsweise in einem Kirchenmagazin das Vater Unser auf seine Person umgeschrieben und der französische Klerus unterstützte ihn tatkräftig, der Bischof von Tarbes verglich ihn sogar mit dem Stern von Betlehem, der Frankreich den Weg zeigen würde. Darüber hinaus wurde sein Bildnis in jedem Stadtrathaus, anstatt der französischen Nationalfigur Marianne angebracht, sowie Münzen, Briefmarken und andere Gebrauchsgegenstände mit seinem Porträt herausgegeben, Vichy entwickelte sich zu einem politischen Wallfahrtsort um seine Person. Er wurde als „Unser Vater“, „Unser Marschall“ oder als „Vater aller Kinder Frankreichs“ bezeichnet. | 1940–1944            |
|  | Adolf Hitler                            | Deutsches Reich                                               | Nationalsozialismus                                                                             | Hitlerkult | 1933–1945            |
|  | François Duvalier („Papa Doc“)          | Republik Haiti                                                | keine                                                                                           | Duvalier betrieb einen ausgeprägten Personenkult um sich selbst, den er mit dem Voodoo-Glauben verband, so bezeichnete er sich als Baron Samedi. | 1957–1971            |
|  | Sukarno                                 | Republik Indonesien                                           | Nasakom                                                                                         | 1963 wurde Sukarno zum Präsidenten auf Lebenszeit ernannt, seine ideologischen Schriften zu Nasakom mussten überall an Schulen und Universitäten gelehrt werden und auch die Medien waren angehalten, ständig seine politischen Botschaften zu verbreiten. Die Stadt Sukarnopura und der Berg Puntjak Sukarno wurden nach ihm umbenannt. | 1945–1967            |
|  | Suharto                                 | Republik Indonesien                                           | Orde Baru                                                                                       | Auch Sukarnos Nachfolger Suharto betrieb man einen Personenkult, so wurde seine militärische Vergangenheit glorifiziert und ihm der Titel „Vater der Entwicklung“ verliehen. | 1967–1998            |
|  | Ruhollah Chomeini                       | Islamische Republik Iran                                      | Islamismus                                                                                      | Chomeini genießt sakrale Verehrung und wird sogar im ersten Artikel der Iranischen Verfassung genannt. So wurde er unter anderem als „Unser heiliger Imam“ oder als „Seele“ bezeichnet, die das iranische Volk „frei gemacht hat“. | seit 1979            |
|  | Ali Chamenei                            | Islamische Republik Iran                                      | Islamismus                                                                                      | Auch um den Nachfolger Chomeinis Chamenei wird ein Personenkult betrieben, so findet sich sein Portrait immer neben dem Chomeinis, er wird als „Göttliche Gabe an die Menschheit“ und als „Leuchtende Sonne des Imanats“ bezeichnet. Objekte die er auf Reisen durch das Land berührt hat, werden als Ikonen verkauft. | seit 1989            |
|  | Saddam Hussein                          | Republik Irak                                                 | Ba'athismus                                                                                     | Hussein ließ überall im Irak Porträts, Statuen und Poster von sich verbreiten, die an Schulen, öffentlichen Gebäuden und Plätzen angebracht bzw. aufgestellt wurden. Auch zahlreiche Straßen, Plätze, Stadtteile, Museen, Brücken und der internationale Flughafen trugen seinen Namen. | 1979–2003            |
|  | Benito Mussolini                        | Königreich Italien                                            | Italienischer Faschismus                                                                        | Mussolini-Kult | 1922–1943            |
|  | Josip Broz Tito                         | Sozialistische Föderative Republik Jugoslawien                | Titoismus                                                                                       | Tito-Kult | 1945–1980            |
|  | Nursultan Nasarbajew                    | Republik Kasachstan                                           | keine                                                                                           | Überall im Land „schmücken“ Porträts Nasarbajews Städte und Fernstraßen, im Fernsehen ist er allabendlich zu sehen und die Universität der Hauptstadt trägt seinen Namen. Kurzzeitig (2019 bis 2022) wurde sogar die kasachische Hauptstadt Astana in Nur-Sultan umbenannt. | seit 1990            |
|  | Mobutu Sese Seko                        | Demokratische Republik Kongo/Zaire                            | keine                                                                                           | Mobutu-Kult | 1965–1997            |
|  | Fidel Castro                            | Republik Kuba                                                 | Castrismus/Marxismus-Leninismus                                                                 | Castro-Kult | seit 1959            |
|  | Antanas Smetona                         | Republik Litauen                                              | litauischer Nationalismus                                                                       | Smetona entwarf von sich selbst ein Bild eines Philosophenkönigs, der durch Weisheit herrschen würde, ab 1934 ließ er sich auch noch als Kämpfer für ein unabhängiges Litauen feiern und der nationale Gründungsmythos Litauens wurde eng mit seiner Person verknüpft. | 1919–1940            |
|  | Muammar al-Gaddafi                      | Große Sozialistische Libysch-Arabische Volks-Dschamahirija    | Arabischer Sozialismus                                                                          | Obwohl sich Gaddafi eigentlich ablehnend zeigte gegenüber dem Personenkult, der um ihn betrieben wurde, tolerierte er dennoch, dass sein Konterfei überall in seinem Land verbreitet wurde. Sogar auf Gebrauchsgegenständen wie auf Schultaschen und Uhren befand sich sein Abbild. | 1969–2011            |
|  | Hastings Kamuzu Banda                   | Republik Malawi                                               | keine                                                                                           | Er wurde als „Ngwazi“ (Chichewa: „Erlöser“) bezeichnet und zu einem gottähnlichen Idol verklärt. | 1963–1994            |
|  | Chorloogiin Tschoibalsan                | Mongolische Volksrepublik                                     | Stalinismus                                                                                     | Tschoibalsan betrieb einen an Stalin angelehnten Personenkult, nach seinem Tod wurde er einbalsamiert und in einem Mausoleum in der Hauptstadt Ulaanbaatar beigesetzt. Bis heute trägt die ostmongolische Stadt Tschoibalsan seinen Namen und vor der Universität Ulan-Bator steht sein Denkmal. | 1932–1952            |
|  | Kim Il-sung Kim Jong-il Kim Jong-un     | Nordkorea                                                     | Juche-Ideologie                                                                                 | Kult um die Kim-Familie | seit 1948            |
|  | Ferdinand Marcos                        | Republik der Philippinen                                      | keine                                                                                           | | 1965–1986            |
|  | Józef Piłsudski                         | Zweite Polnische Republik                                     | Sanacja                                                                                         | Um den General Piłsudski wurde in der polnischen Zwischenkriegszeit ein Kult von Seiten der damaligen staatlichen Medien betrieben, so wurde seine militärische Vergangenheit glorifiziert und er als politischer Visionär bezeichnet. | 1918–1944, seit 1989 |
|  | Bolesław Bierut                         | Volksrepublik Polen                                           | Stalinismus                                                                                     | Bierut betrieb einen an Stalin angelehnten Personenkult um sich selbst. Sein Porträt wurde u. a. auf vielen Briefmarken, auf Plakaten an öffentlichen Orten, in Schulen und Universitäten aufgehängt. In Filmen wurde seine politische Arbeit als „überragend und intelligent“ dargestellt. | 1947–1956            |
|  | Gheorghe Gheorghiu-Dej                  | Volksrepublik Rumänien                                        | Stalinismus/Marxismus-Leninismus                                                                | Nach ihm wurde im März 1965 die heutige Industriestadt Onești benannt, welche damals auf dem Reißbrett unter anderem für die chemische Industrie entstand. Nach seinem Tod wurde er in einem Mausoleum im Parcul Carol beigesetzt. | 1945–1965            |
|  | Nicolae Ceaușescu Elena Ceaușescu       | Sozialistische Republik Rumänien                              | Marxismus-Leninismus/Neostalinismus                                                             | Ceaușescu-Kult | 1965–1990            |
|  | Wladimir Putin                          | Russland                                                      | russischer Nationalismus                                                                        | Sowohl staatlicherseits als auch aus privater Initiative wird um Präsident Putin ein an sowjetische Zeiten gemahnender Personenkult betrieben. | 2000–2008, seit 2012 |
|  | Robert Mugabe                           | Republik Simbabwe                                             | Staatskapitalismus                                                                              | Mugabe-Kult | 1987–2017            |
|  | Siad Barre                              | Demokratische Republik Somalia                                | „Sozialismus somalischer Prägung“                                                               | Es wurden „Orientierungszentren“ im ganzen Land eingerichtet, in denen ein Großteil des öffentlichen Lebens stattfinden sollte und die Begeisterung für die Revolution gepflegt werden sollte. Barre wurde zum „Vater“ der somalischen Nation und zum Teil einer „neuen Dreifaltigkeit“ von Marx, Lenin und Barre stilisiert. | 1969–1991            |
|  | Josef Stalin                            | Sowjetunion                                                   | Stalinismus                                                                                     | Stalin-Kult | 1927–1953            |
|  | Leonid Iljitsch Breschnew               | Sowjetunion                                                   | Neostalinismus                                                                                  | Unter Breschnew kam es in der UdSSR wieder zu einem gewissen Personenkult, wobei er nie die Ausmaße Stalins annahm, besonders hervorzuheben ist hier Breschnews Obsessionen bei Titeln und Orden, die er sich regelmäßig selbst verlieh. Von 1982 bis 1988 trug die russische Stadt Nabereschnyje Tschelny den Namen Breschnew. | 1964–1982            |
|  | Francisco Franco                        | Königreich Spanien                                            | Franquismus                                                                                     | Franco stilisierte sich als eine Art König von Spanien hoch, so trug er Militär-Uniformen, die früher die spanischen Monarchen getragen hatten, wohnte im Palacio Real (El Pardo) und gab sich den Titel „Von Gottes Gnaden, Führer Spaniens“. | 1936–1975            |
|  | Nelson Mandela                          | Republik Südafrika                                            | keine                                                                                           | Seit dem Wahlsieg 1994 ist um Mandela, auch außerhalb Südafrikas, ein Personenkult entstanden, dem er allerdings immer sehr kritisch gegenüberstand. So wurde er als „politischer Magier“, „südafrikanisches Wunder“, „schwarzer Märchenheld von Kap“, „Ikone des 20. Jahrhunderts“, „politische Lichtgestalt“ und nach seinem Rücktritt als „Mythos im Ruhestand“ bezeichnet. Darüber hinaus wurden weltweit zahlreiche Statuen und Büsten aufgestellt, sowie Straßen und Plätze nach ihm benannt. | seit 1994            |
|  | Hafiz al-Assad Baschar al-Assad         | Arabische Republik Syrien                                     | Ba'athismus                                                                                     | Auf zentralen öffentlichen Plätzen der größeren Städte wurden Bronzestandbilder Hafez al-Assads aufgestellt; Plakate mit seinem Porträt an den Hausfassaden und in jedem öffentlichen und privaten Umfeld waren allgegenwärtig. Die Plakate wurden später durch solche ersetzt, die Abbildungen seines Sohnes zeigten. | 1970–2024            |
|  | Plaek Phibunsongkhram                   | Siam/Königreich Thailand                                      | völkischer Nationalismus                                                                        | Phibun-Kult | 1938–1944 1948–1957  |
|  | Bhumibol Adulyadej                      | Königreich Thailand                                           | keine                                                                                           | Überlebensgroße Porträts Bhumibols waren im ganzen Land aufgestellt. Seit dem Militärputsch von Mai 2014 wurde der Personenkult noch gesteigert und die drakonischen Gesetze wegen Majestätsbeleidigung verstärkt angewandt. Wer Mitglieder der königlichen Familie beleidigt oder kritisiert, riskiert langjährige Gefängnisstrafen. | 1946–2016            |
|  | Klement Gottwald                        | Tschechoslowakische Republik                                  | Stalinismus                                                                                     | Gottwald-Kult | 1948–1953            |
|  | Gnassingbé Eyadéma                      | Republik Togo                                                 | keine                                                                                           | Eyadéma betrieb um sich einen ausgeprägten Personenkult, so spielten die staatlichen Radioanstalten dreimal täglich den Jingle: „Sei versichert Eyadéma, Du wurdest von Gott gekrönt! Sei versichert Eyadéma, Das Volk steht hinter dir!“ In der Hauptstadt Lomé befindet sich eine Bronze-Statue von ihm. | 1967–2005            |
|  | Zine el-Abidine Ben Ali (Leïla Ben Ali) | Tunesische Republik                                           | keine                                                                                           | Zunächst wurde von Ben Ali ein Kult um die Zahl Sieben betrieben, da er an einem 7. November die Macht in Tunesien übernommen hatte. Nach einiger Zeit allerdings rückte dann vermehrt Ben Ali selbst in den Mittelpunkt der Verehrung, besonders seine Frau Leïla trieb den Personenkult um sich selbst und ihren Mann voran. So wurden Schulbücher mit den Bilden des Präsidentenehepaares versehen, Kinder mussten Reden der Ben Alis auswendig lernen, in den Medien gab es ständig Huldigungen, überall wurden großflächige Bildnisse verbreitet und sogar Häuser wurden lila, die Farbe der Staatspartei, gestrichen. | 1987–2011            |
|  | Mustafa Kemal Atatürk                   | Republik Türkei                                               | Kemalismus                                                                                      | Atatürk-Kult | seit 1923            |
|  | Saparmyrat Nyýazow                      | Turkmenistan                                                  | turkmenischer Nationalismus                                                                     | Nyýazow-Kult | 1992–2006            |
|  | Idi Amin                                | Republik Uganda                                               | keine                                                                                           | Amin nannte sich „Präsident auf Lebenszeit, Feldmarschall Al Hadsch Doktor Idi Amin Dada, Herr der Tiere des Erdkreises und der Fische im Meer, König der Schotten und Eroberer des britischen Empire in Afrika“ und ließ seine Uniformjacke verlängern, um Platz zu schaffen für den Orden „Victorious Cross“, den er bei einem Londoner Juwelier anfertigen ließ und sich selbst ans Revers heftete. Weiters benannte er den Eduardsee nach sich selbst in Idi-Amin-Dada-See um. | 1971–1979            |
|  | Mátyás Rákosi                           | Volksrepublik Ungarn                                          | Stalinismus                                                                                     | Rákosis Personenkult orientierte sich stark an Stalin, so trugen zahlreiche Städte, Unternehmen, Schulen und Universitäten seinen Namen. | 1949–1956            |
|  | Hugo Chávez                             | Bolivarische Republik Venezuela                               | Bolivarismus/Sozialismus des 21. Jahrhunderts                                                   | Chávez-Kult | seit 1999            |
|  | Jean-Bédel Bokassa (Kaiser Bokassa I.)  | Zentralafrikanische Republik Zentralafrikanisches Kaiserreich | keine                                                                                           | Er erklärte sich zunächst zum Präsidenten auf Lebenszeit, ehe er sich 1977 zum Kaiser Bokassa I. nach seinem Vorbild Napoleon Bonaparte selbst krönte. In der Hauptstadt Bangui war er immer allgegenwärtig, viele Straßen, eine Universität und ein Sportpalast trugen seinen Namen. | 1966–1979            |

## Postmortale Personenkulte
|  | Person                  | Land                                              | Ideologie                                      | Beschreibung | Zeitraum  |
|  | ----------------------- | ------------------------------------------------- | ---------------------------------------------- | --- | --------- |
|  | Ludwig II. von Bayern   | Königreich Bayern/Freistaat Bayern                | bayrischer Monarchismus/Nationalismus          | Ludwig-II.-Kult | seit 1900 |
|  | Georgi Dimitrow         | Volksrepublik Bulgarien                           | Marxismus-Leninismus                           | Dimitrow-Kult | 1949–1990 |
|  | Wilhelm I.              | Deutsches Kaiserreich                             | preußisch-deutscher Nationalismus              | Wilhelm-I.-Kult | 1888–1918 |
|  | Otto von Bismarck       | Deutsches Kaiserreich                             | preußisch-deutscher Nationalismus              | Bismarck-Kult | 1890–1918 |
|  | Wilhelm Pieck           | Deutsche Demokratische Republik                   | Stalinismus/Marxismus-Leninismus               | Der Personenkult um den „Arbeiterpräsidenten“ Pieck setzte schon zu seinen Lebzeiten sein, so wurde er als „Papa Pieck“ bezeichnet und ihm als Landesvater gehuldigt. Siehe: Pieck-Kult | 1949–1990 |
|  | Ernst Thälmann          | Deutsche Demokratische Republik                   | Marxismus-Leninismus                           | Thälmann-Kult | 1949–1990 |
|  | Jawaharlal Nehru        | Republik Indien                                   | gemäßigter Sozialismus                         | Durch die Dominanz der Nehru-Gandhi-Familie in der Kongresspartei wurde um Nehru ein gewisser Kult aufgebaut. | 1947–1964 |
|  | Che Guevara             | Republik Kuba                                     | Castrismus/Marxismus-Leninismus                | Guevara-Kult | seit 1967 |
|  | Kaysone Phomvihane      | Demokratische Volksrepublik Laos                  | Marxismus-Leninismus                           | Nach dem Tod Phomvihanes 1991 etablierte die KP LRVP einen Personenkult als Gründervater von Partei und Staat um ihn, seither befindet sich in jeder Bezirkshauptstadt ein Denkmal von ihm. | seit 1991 |
|  | Ion Antonescu           | Rumänien                                          | keine                                          | Postsozialistischer Antonescu-Kult | seit 1991 |
|  | Andrej Hlinka           | Slowakischer Staat                                | Klerikalfaschismus                             | Als Hlinkas Partei nach seinem Tod mit seinem früheren Stellvertreter Jozef Tiso in der Slowakei 1938 die Macht übernahm und diese sich unter dem Druck des Dritten Reiches am 14. März 1939 für unabhängig erklärte, wurde Hlinka zur Kultfigur des neuen Regimes: Man benannte einen Orden nach ihm und schuf zwei Massenorganisationen, die seinen Namen trugen, die Hlinka-Garde (Hlinkova garda), eine Nachahmung der SS, und die Hlinka-Jugend (Hlinkova mládež), eine Nachahmung der Hitler-Jugend. | 1938–1945 |
|  | Wladimir Iljitsch Lenin | Sowjetunion                                       | Leninismus/Marxismus-Leninismus                | Lenin-Kult | 1924–1991 |
|  | George Washington       | Vereinigte Staaten von Amerika                    | keine                                          | Washington-Kult | seit 1799 |
|  | Abraham Lincoln         | Vereinigte Staaten von Amerika                    | Lincolnismus                                   | Lincoln-Kult | seit 1865 |
|  | John F. Kennedy         | Vereinigte Staaten von Amerika                    | keine                                          | Kennedy-Mythos | seit 1963 |
|  | Hồ Chí Minh             | Sozialistische Republik Vietnam                   | Marxismus-Leninismus                           | Hồ Chí Minh-Kult | seit 1945 |
|  | Abdülhamid II.          | Osmanisches Reich Republik Türkei Islamische Welt | Islamismus/Panislamismus Neoosmanismus         | Abdülhamid II. hat einen Personenkult, der von religiösen Konservativen und Islamisten geschaffen wurde. Sie verbinden seine Politik mit seiner „Frömmigkeit“. | seit 1918 |
|  | Stepan Bandera          | (West-)Ukraine                                    | ukrainischer Nationalismus / Rechtsextremismus | Bandera-Kult | seit 2014 |
|  | Roman Schuchewytsch     | (West-)Ukraine                                    | ukrainischer Nationalismus / Rechtsextremismus | Schuchewytsch-Kult | seit 2014 |